# Episodi di Fred Astaire (seconda stagione)
La seconda stagione della serie televisiva Fred Astaire (Alcoa Premiere) è andata in onda negli Stati Uniti dal 4 ottobre 1962 al 25 aprile 1963 sulla ABC.
| nº | Titolo originale                    | Prima TV USA     | Titolo italiano                      | Prima TV Italia |
| -- | ----------------------------------- | ---------------- | ------------------------------------ | --------------- |
| 1  | Flashing Spikes                     | 4 ottobre 1962   |                                      |                 |
| 2  | Guest in the House                  | 11 ottobre 1962  |                                      |                 |
| 3  | The Long Walk Home                  | 18 ottobre 1962  |                                      |                 |
| 4  | The Voice of Charlie Pont           | 25 ottobre 1962  |                                      |                 |
| 5  | Mr. Lucifer                         | 1º novembre 1962 | Il diavolo fa le pentole             |                 |
| 6  | The Masked Marine                   | 8 novembre 1962  |                                      |                 |
| 7  | Ordeal in Darkness                  | 15 novembre 1962 |                                      |                 |
| 8  | Whatever Happened to Miss Illinois? | 22 novembre 1962 |                                      |                 |
| 9  | The Hands of Danofrio               | 29 novembre 1962 |                                      |                 |
| 10 | The Contenders                      | 6 dicembre 1962  |                                      |                 |
| 11 | The Way from Darkness               | 13 dicembre 1962 |                                      |                 |
| 12 | The Potentate                       | 20 dicembre 1962 |                                      |                 |
| 13 | Blues for a Hanging                 | 27 dicembre 1962 |                                      |                 |
| 14 | Impact of an Execution              | 3 gennaio 1963   |                                      |                 |
| 15 | Lollipop Louie                      | 10 gennaio 1963  |                                      |                 |
| 16 | The Glass Palace                    | 17 gennaio 1963  |                                      |                 |
| 17 | Five, Six, Pick Up Sticks           | 24 gennaio 1963  |                                      |                 |
| 18 | George Gobel Presents               | 31 gennaio 1963  |                                      |                 |
| 19 | The Hat of Sergeant Martin          | 7 febbraio 1963  |                                      |                 |
| 20 | Blow High, Blow Clear               | 14 febbraio 1963 |                                      |                 |
| 21 | Chain Reaction                      | 21 febbraio 1963 |                                      |                 |
| 22 | Hornblower                          | 28 febbraio 1963 | Un'avventura del capitano Hornblower |                 |
| 23 | The Best Years                      | 7 marzo 1963     |                                      |                 |
| 24 | Jenny Ray                           | 14 marzo 1963    |                                      |                 |
| 25 | The Dark Labyrinth                  | 21 marzo 1963    |                                      |                 |
| 26 | Of Struggle and Flight              | 28 marzo 1963    |                                      |                 |
| 27 | The Broken Year                     | 4 aprile 1963    |                                      |                 |
| 28 | This Will Kill You                  | 11 aprile 1963   |                                      |                 |
| 29 | Million Dollar Hospital             | 18 aprile 1963   |                                      |                 |
| 30 | The Town That Died                  | 25 aprile 1963   |                                      |                 |

## Flashing Spikes
- Prima televisiva: 4 ottobre 1962

### Trama
- Guest star: Whitey Campbell (Player), Bud Harden (Player), James Stewart (assistente di Slim Conway), Jack Warden (Commissioner), Patrick Wayne (Bill Riley), Tige Andrews (Gaby Lasalle), Carleton Young (Rex Short), Willis Bouchey (sindaco), Don Drysdale (Gomer), Stephanie Hill (Mary Riley), Charles Seel (giudice), Bing Russell (Hogan), Harry Carey Jr. (giocatore), Vin Scully (annunciatore), Walter Reed (reporter), Sally Hughes (infermiera), Larry J. Blake (reporter), Charles Morton (Umpire), Cy Malis (Bit man), William Henry (commissario), John Wayne (sergente-Umpire in Korea), Art Passarella (Umpire), Vern Stephens (giocatore), Ralph Volkie (giocatore), Earl Gilpin (giocatore), Edgar Buchanan (Crab Holman)

## Guest in the House
- Prima televisiva: 11 ottobre 1962

### Trama
- Guest star: Susan Gordon (Sandy Gould), Brendan Dillon (Mr. Widgery), Philip Abbott (Jeff Gould), Phyllis Avery (Mary Gould), Lloyd Bochner (Victor Vass), Joan Marshall (Rhoda Traynor)

## The Long Walk Home
- Prima televisiva: 18 ottobre 1962

### Trama
- Guest star: Mark Slade (Bobby Reagan), Nancy Rennick (Grace Watson), R.G. Armstrong (R.V. Reagan), Paul Birch (Mitch Mitchell), Ben Bryant (Ernie Gillis), Kim Charney (Donnie Mitchell), Roy Engel (Jim Creighton), Eddie Foster (Quincy), Chick Hearn (annunciatore), Ken Lynch (Henry Bolin), Lin McCarthy (Paul Watson), Jan Stine (Woffie)

## The Voice of Charlie Pont
- Prima televisiva: 25 ottobre 1962

### Trama
- Guest star: Robert Redford (George Laurents), Cathie Merchant (Sheila), Bill Bixby (Brune), Bradford Dillman (Charlie Pont), Bob Hopkins (camionista), Diana Hyland (Liza Laurents), Tammy Locke (Sally Laurents), Joey Russo (ragazzo)

## Il diavolo fa le pentole
- Titolo originale: Mr. Lucifer
- Prima televisiva: 1º novembre 1962

### Trama
- Guest star: George Petrie (Beelzebub), Milton Frome (Mammon), Elizabeth Montgomery (Iris Hecate), Frank Aletter (Tom Logan), Joyce Bulifant (Jenny Logan), Gaylord Cavallaro (Moloch), Hal Smith (Belial)

## The Masked Marine
- Prima televisiva: 8 novembre 1962

### Trama
- Guest star: Jim McMullan (Barney Duggan), Harry Guardino (sergente Lee Arthur), George Brenlin (caporale Joe Sanella), James Caan (Arch Williams), Chris Robinson (soldato Dave Chatham)

## Ordeal in Darkness
- Prima televisiva: 15 novembre 1962

### Trama
- Guest star: Dorothy Green (Nancy Miller), Dan Frazer (Corby), Richard Conte (John Miller), Keir Dullea (Tommy Miller), George Kennedy (Jake)

## Whatever Happened to Miss Illinois?
- Prima televisiva: 22 novembre 1962

### Trama
- Guest star: Joan Staley (June), Warrene Ott (Miss South Dakota), Anthony George (Ernie Hamel), Arlene Howell (Wilma), Arch Johnson (Harry Eden), Carol Lynley (Sandy Carter), Lee Meriwether (Kerry), Jan Moriarty (Donna), Karen Steele (Sabina)

## The Hands of Danofrio
- Prima televisiva: 29 novembre 1962

### Trama
- Guest star: John Williams (Caleb Burlington), Telly Savalas (Mario Lombardi), Beulah Bondi (Mrs. Murrow), Joseph Campanella (Marc Malatesta), Janet Margolin (Barbara), Joan Swift (donna)

## The Contenders
- Prima televisiva: 6 dicembre 1962

### Trama
- Guest star: Robert Roter (Eduard), Suzanne Pleshette (Carla Hammond), Edward Asner (Daniel Stryker), Robert Christopher (Robert Turner), David Frankham (Richard Cook), Émile Genest (George), Signe Hasso (Nicole Bruneau), Chester Morris (Andrew Hines), James Patterson (Barnaby Evans), Elen Willard (Jennifer Cook)

## The Way from Darkness
- Prima televisiva: 13 dicembre 1962

### Trama
- Guest star: Jackie Russell (Maybelle), Donald Harron (Robert Devon), George Furth (Henry Blett), Joan Hackett (Edith Fletcher), Shelley Winters (Meg Fletcher)

## The Potentate
- Prima televisiva: 20 dicembre 1962

### Trama
- Guest star: Milton Selzer (Rozinsky), Simon Scott (Raknitch), Theodore Bikel (Stefan Tamarow), Angela Clarke (Mama), Paul Genge (Martov), Richard Karlan (Hannerske), David Opatoshu (Andreas Vrim), Carol Eve Rossen (Svezda), Dick Sargent (Haines), Than Wyenn (maggiore Stransky)

## Blues for a Hanging
- Prima televisiva: 27 dicembre 1962

### Trama
- Guest star: Richard Shannon (Bassion), Lory Patrick (Maxine Summer), Robert H. Harris (Peter Wrenn), Tyler MacDuff (Rod Tilton), Shelly Manne (Billy), Janis Paige (Connie Rankin), Lurene Tuttle (Theresa Summer)

## Impact of an Execution
- Prima televisiva: 3 gennaio 1963

### Trama
- Guest star: Peggy Ann Garner (Bernice Meredith), Ruby Dee (Irene Clayton), Stanley Adams (Rosen), Ralph Bellamy (dottor Richard Meredith), Robert Colbert (dottor Hamilton), Alan Napier (giudice Cameron)

## Lollipop Louie
- Prima televisiva: 10 gennaio 1963

### Trama
- Guest star: Aldo Ray (Louis Mastroanni), Ralph Manza (zio Peter), Paul Comi (Tony), Kurt Kasznar (Mario), Barbara Turner (Emma)

## The Glass Palace
- Prima televisiva: 17 gennaio 1963

### Trama
- Guest star: Ed Nelson (Brick Avery), Chester Morris (Charles Richardson), Joanna Barnes (Aggie McCrae), Wallace Ford (Mike Fallon), Anne Francis (Terry Gallard), Don Hanmer (Lloyd Gary), Ricardo Montalbán (Vince Gallard), Paul Newlan (Max Gifford)

## Five, Six, Pick Up Sticks
- Prima televisiva: 24 gennaio 1963

### Trama
- Guest star: Bobby Troup (Sam Wagner), Joan Staley (Claire), Geraldine Brooks (Lorraine Gardner), Marian Collier (ragazza), John Forsythe (Andy Ballard), Charles Lampkin (Zimmy), Terrea Lee (Folksinger), John Lupton (Hadley), Barbara Nichols (Willy Simms), Bibi Osterwald (Midge), Maggie Pierce (segretario/a), Mickey Rooney (Babe Simms), John Zaremba (dottore)

## George Gobel Presents
- Prima televisiva: 31 gennaio 1963

### Trama
- Guest star: Joyce Van Patten (se stessa), Eddie Quillan (se stesso), Georgia Carr (se stessa), George Gobel (se stesso), Lindis Guiness (se stesso), Paul Mazursky (se stesso), Jerry Murad (se stesso), Peter Nero (se stesso), Cliff Norton (se stesso), Marilyn Watson (se stessa)

## The Hat of Sergeant Martin
- Prima televisiva: 7 febbraio 1963

### Trama
- Guest star: Gene Darfler (Military Police Sergeant Krug), Edward Colmans (Alcalde), Claude Akins (capitano Michael 'Gunner' Lujack), Roger Perry (sergente Clinton Martin), Alex Cord (Tomas Caliban), Linda Cristal (Teresa), Cesare Danova (Augusto Rondino), Rafael Campos (Kiko), Carlos Romero (sergente Sandy Sandoval), Will Kuluva (Padre Dominguez), Pedro Gonzalez Gonzalez (soldato Sanchez), Arch Johnson (colonnello Whitney), Marianna Hill (Rosa), Martin Garralaga (Manuel), Ernest Sarracino (Cantina Proprietor), Vito Scotti (Sancho, the Bartender), Clay Tanner (Military Police Driver)

## Blow High, Blow Clear
- Prima televisiva: 14 febbraio 1963

### Trama
- Guest star: Tommy Sands (Harlan Tracy), Chris Robinson (Doyle), John Anderson (Hannibal Roth), Dan Duryea (Charlie Quinn), Jane Wyatt (Martha Ellison)

## Chain Reaction
- Prima televisiva: 21 febbraio 1963

### Trama
- Guest star: Leslie Parrish (Vicki), Celia Lovsky (Mme. Olafson), Bettye Ackerman (Dorothy Swift), John Alvin (scienziato), Ralph Bellamy (Julian Wells), Bradford Dillman (Mark Ames), Charles Drake (Walter Mitchell), Henry Hunter (dottore), Linda Hutchings (Mary Ellen), George Voskovec (professore Olafson)

## Un'avventura del capitano Hornblower
- Titolo originale: Hornblower
- Prima televisiva: 28 febbraio 1963

### Trama
- Guest star: Sean Kelly (tenente Carlow), Barry Keegan (Holdroyd), Peter Arne (Nathaniel Sweet), David Buck (capitano Horatio Hornblower), Jeremy Bulloch (Midshipman Bowser), Nigel Green (Brown), Terence Longdon (tenente Bush)

## The Best Years
- Prima televisiva: 7 marzo 1963

### Trama
- Guest star: Alice Frost (Miss Marks), Jason Evers (professore Joseph Howe), Paul Carr (Blackburn), Henry Jones (Dean Baker)

## Jenny Ray
- Prima televisiva: 14 marzo 1963

### Trama
- Guest star: Brenda Scott (Jenney Ray), Kathleen O'Malley (Miss Buckley), Stanley Adams (Yony), Olive Carey (nonna), Jim Davis (Tim), Robert Ellenstein (Mr. Baker), Ron Hayes (Luke), Joanna Moore (Zelda), Jennifer West (Theresa)

## The Dark Labyrinth
- Prima televisiva: 21 marzo 1963

### Trama
- Guest star: Carroll O'Connor (Charles Campion), Arthur Malet (Peter Fearmax), Barbara Barrie (Virginia Stanley), Salome Jens (Madelyn Warren), Patrick O'Neal (Frederic Warren)

## Of Struggle and Flight
- Prima televisiva: 28 marzo 1963

### Trama
- Guest star: Gerald S. O'Loughlin (Steve), Jack Kruschen (Joe Haneke), Tod Andrews (Paul Evans), Dabney Coleman (Lee Mattheson), Janice Rule (Karen Evans)

## The Broken Year
- Prima televisiva: 4 aprile 1963

### Trama
- Guest star: Gene Lyons (Litchfield), Shirley Knight (Hilary), Katharine Bard (Mrs. Green), Jerry Dexter (Physical Therapist), Keir Dullea (Eric Green), Leif Erickson (Mr. Green), George Kennedy (Lincoln), Howard Wendell (dottore)

## This Will Kill You
- Prima televisiva: 11 aprile 1963

### Trama
- Guest star: Louis Nye (Larry), Howard Morris (Willy Longo), Kurt Kasznar (Gene), Frances Rafferty (Rose)

## Million Dollar Hospital
- Prima televisiva: 18 aprile 1963

### Trama
- Guest star: William Shatner (dottor William Grant), Nancy Rennick (Shirley), Arthur Batanides (Ray), Ken Berry, Charles Bickford (dottor Barry Logan), Berkeley Harris (Charlie), Reta Shaw (infermiera)

## The Town That Died
- Prima televisiva: 25 aprile 1963

### Trama
- Guest star: Bartlett Robinson (Harkness), Marc Rambeau (Eddie), Dana Andrews (Adam Stark), Charles Cooper (Pollack), Katherine Crawford (Linda Cottrell), Richard Eastham (Will Stark), Gene Evans (Ben Cottrell), James Griffith (Kovacs), Berkeley Harris (Charlie), Rene Kroper (Bobby Kovacs), Mary LaRoche (Kate), Jim McMullan (Frank Ilson), William Schallert (Dorsey)